# Vila fortificada de Cornellà de la Ribera

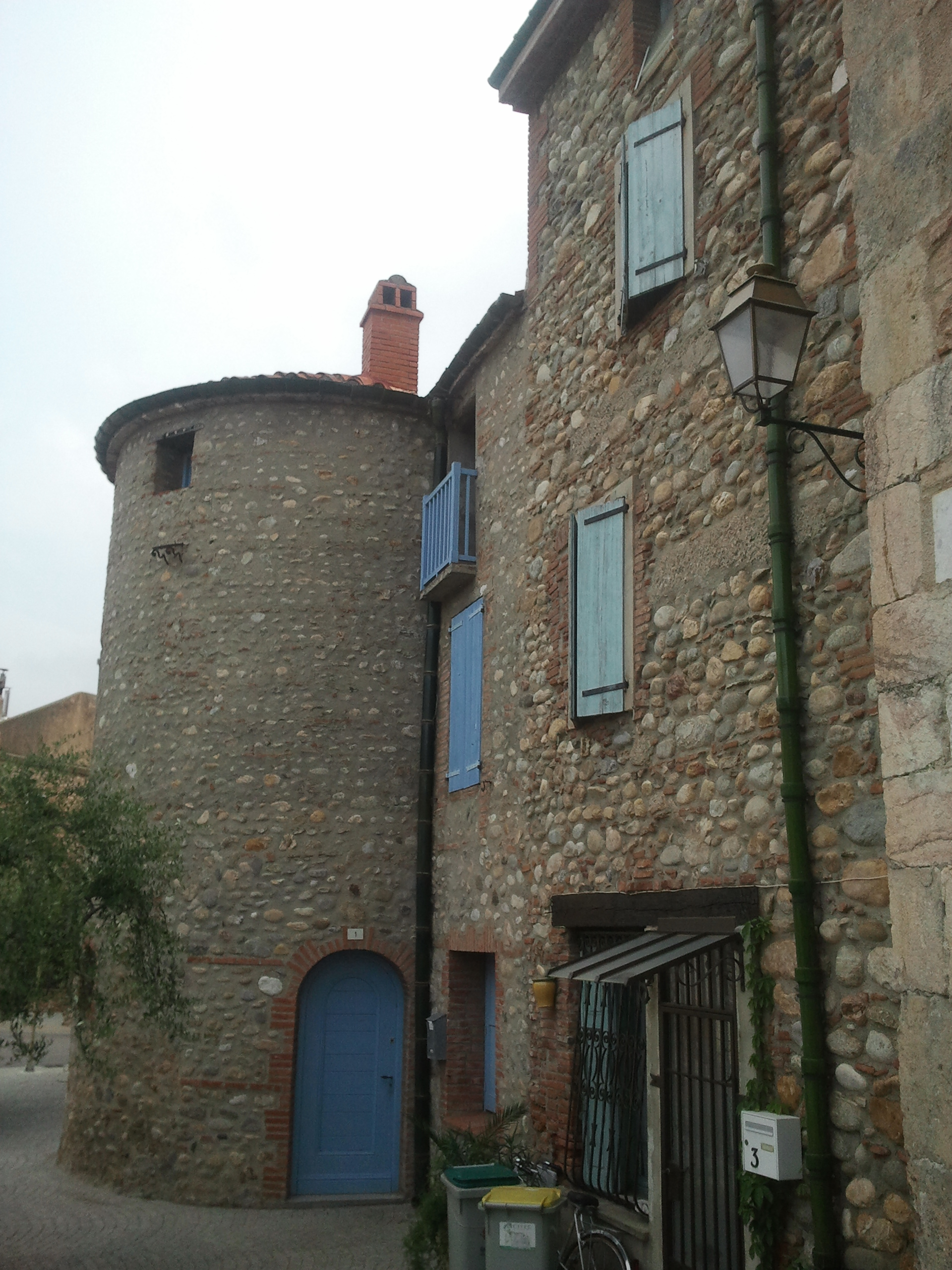
Una altra de les torres

La Vila fortificada de Cornellà de la Ribera és la vila murada, fortificada, medieval d'estil romànic del poble de Cornellà de la Ribera, a la comarca del Rosselló, Catalunya Nord.
De forma rectangular, fou construïda a partir de la cellera primigènia, que quedava enclosa a l'extrem oriental de la vila medieval.
Cornellà de la Ribera depenia, des del segle ix, del monestir de la Grassa. En un document del 1407 se'n descriu la cellera, que era closa i comptava amb un portal. En l'actualitat, Cornellà de Conflent conserva dos portals, dues torres cantoneres i diversos fragments de muralles.